# Saint-Génis-des-Fontaines
Saint-Génis-des-Fontaines (în catalană Sant Genís de Fontanes) este o comună în departamentul Pyrénées-Orientales din sudul Franței. În 2009 avea o populație de 2.792 de locuitori.

## Evoluția populației
| An        | 1975  | 1982  | 1990  | 1999  | 2006  | 2009  |
| --------- | ----- | ----- | ----- | ----- | ----- | ----- |
| Populație | 1.107 | 1.298 | 1.744 | 2.419 | 2.737 | 2.792 |